# Passo del Ginestro
Il passo del Ginestro ( Passu du Ginestru in Lingua ligure) è un valico alpino sul confine tra le province di Imperia e Savona a 677 m s.l.m.. Collega l'alta valle Impero con la valle Lerrone (Casanova Lerrone) e la valle del Merula (Testico-Andora), da un crocevia nell'alta val merula diramano 3 strade che collegano le valli 

## Geografia

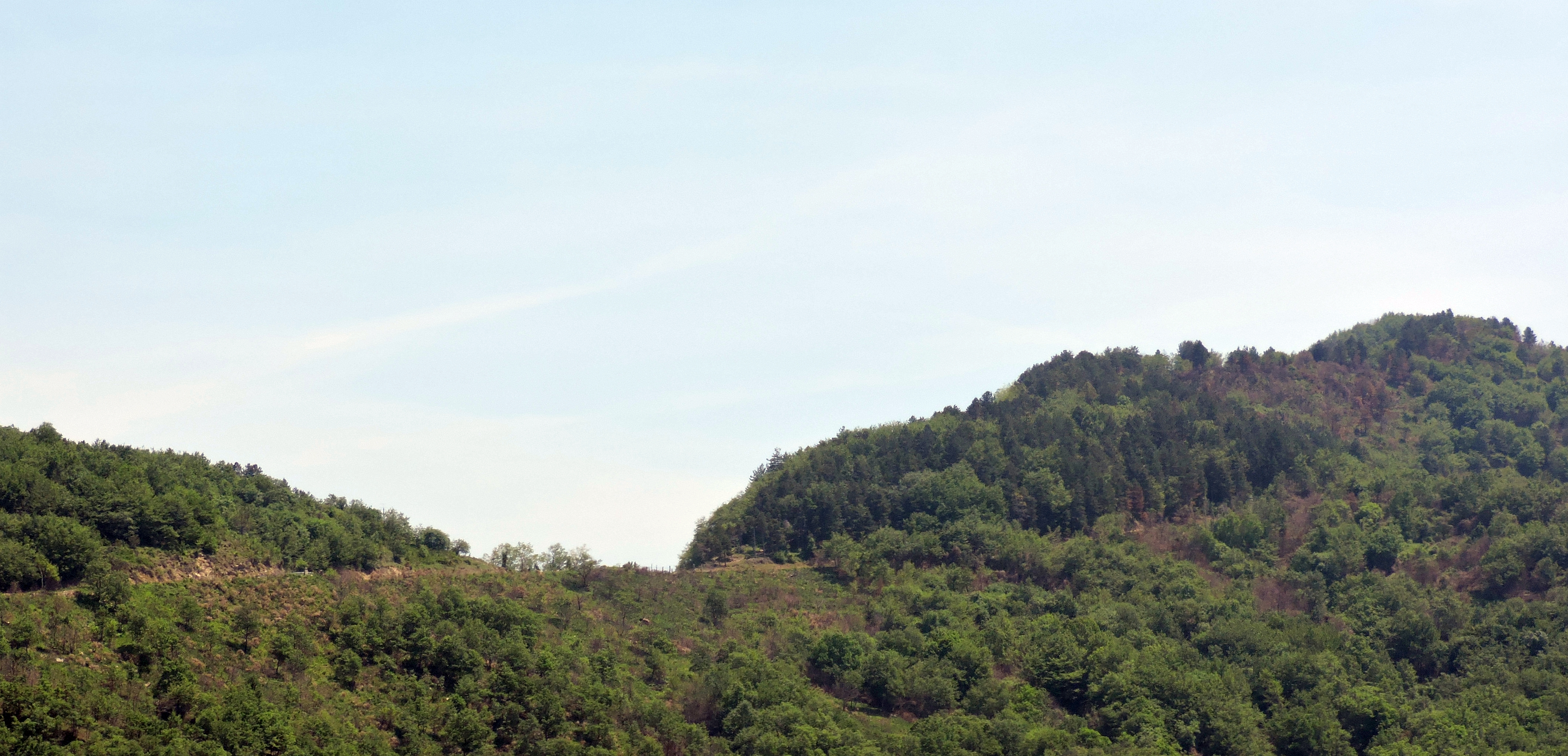
Il colle visto dal lato Impero

Il colle è situato sul confine tra i comuni di Testico e Cesio. Si apre tra il Monte Vagie (715 m, a nord-ovest, una anticima del Monte Mucchio di Pietre) e le Ciazze di Monte Tearoso (833 m, a sud-est), e collega la vallata dell'Impero con quella del Lerrone (a est). Prende il nome dal sottostante paese di Ginestro, situato in val Merula, frazione del comune di Testico(SV).

## Interesse paesaggistico

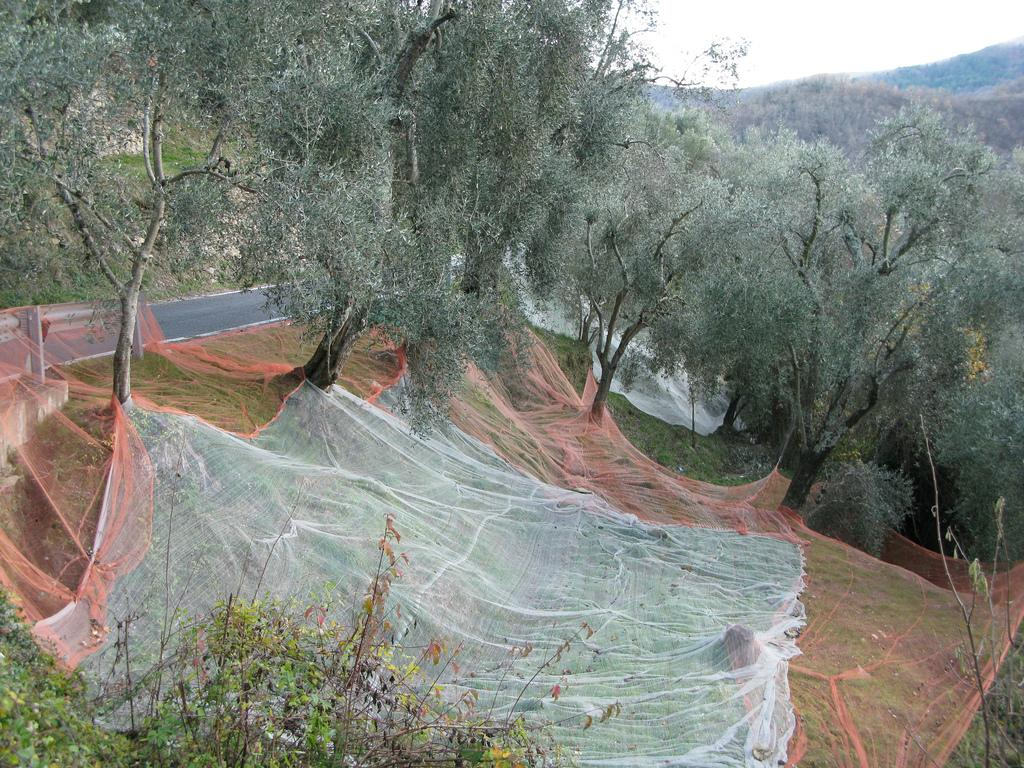
Terrazzamenti con uliveti nei pressi del colle

È pittoresco il paesaggio che si ammira dal passo del Ginestro, in particolare sul versante imperiese, dove, in tarda primavera, è possibile ammirare la stupenda fioritura delle ginestre, che, inserita in un tipico paesaggio ligure ricco di ulivi, rende la vista spettacolare.

## Sport e tempo libero

### Ciclismo
Salita di discreto livello, è annualmente percorso dal Trofeo Laigueglia, classica di apertura della stagione ciclistica professionistica internazionale. Il 20 febbraio 2007 è transitato in prima posizione sul passo del Ginestro Gilberto Simoni. È salita frequentata dai cicloturisti durante tutto l'anno.

### Escursionismo
Dal colle si può salire al Pizzo d'Evigno seguendo il sentiero che si tiene nei pressi del crinale Steria/Merula e che scavalca il Pizzo Montin. Si tratta di un percorso escursionistico di difficoltà E.

## Principali distanze stradali
- Cesio  2.5 km
- Imperia 25 km
- Testico 5 km
- Alassio 23 km
- Andora 23 km
- Albenga 27 km